# 上宝村立双六小学校
上宝村立双六小学校 （かみたからそんりつ すごろくしょうがっこう）は、かつて岐阜県吉城郡上宝村（現・高山市上宝町）に存在した公立小学校。

## 概要
- 校区は上宝村の北部（双六の一部・金木戸）であった。1965年、本郷小学校に統合され廃校。
- 廃校後、校舎（1931年完成）は2004年10月まで地域教育の施設と使用された。その後移築され、美濃加茂市のぎふ清流里山公園（旧・日本昭和村）内の双六学校として使用されている[1]。

## 沿革
- 1875年（明治8年） -
  - 本郷学校双六支校として開校。校区は双六、金木戸。白山神社[注釈 2]を仮校舎とする。
  - 平湯村、一重ヶ根村、神坂村、栃尾村、今見村、田頃家村、柏当村、蓼之俣村、笹島村、赤桶村、福地村、中尾村、下佐谷村、苧生茂村、葛山村、鼠餅村、新田村、長倉村、岩井戸村、在家村、本郷村、吉野村、上灘村、見座村、宮原村、双六村、中山村、桃原村、荒原村、蔵柱村、金木戸村が合併し、上宝村が発足。
- 1886年（明治19年） - 双六簡易科小学校に改称する。
- 1887年（明治20年） - 新築移転。
- 1893年（明治26年） - 双六尋常小学校に改称する。本郷尋常小学校校区の一部[注釈 3]が双六尋常小学校校区に移る。
- 1908年（明治41年） - 上宝尋常小学校、長倉尋常小学校、双六尋常小学校、宮原学校の統合が計画されるが、反対運動が発生。翌年まで村、学校、保護者の間で紛糾する事態となる（学校騒動）[2]。
- 1909年（明治42年） - 双六尋常小学校校区の一部[注釈 4]が上宝第一尋常小学校校区に移る。
- 1912年（明治45年） - 農業補習学校を併設。
- 1921年（大正10年）4月 - 上宝第五尋常小学校に改称する。
- 1931年（昭和6年）
  - 3月31日 - 新校舎（木造2階建）が完成し、移転。
  - 5月17日 - 落成式を行う。
- 1941年（昭和16年）4月1日 - 上宝第五国民学校に改称する。
- 1947年（昭和22年）4月1日 - 上宝村立上宝第五小学校に改称する。
- 1955年（昭和30年）4月 - 上宝村立第一中学校[注釈 5]双六冬季分校を併設。
- 1959年（昭和34年）4月 - 上宝村立双六小学校に改称する。
- 1963年（昭和38年） - 本郷中学校双六冬季分校を廃止。
- 1965年（昭和40年）3月 - 本郷小学校に統合され、廃校。